# Koževnikovo
Koževnikovo (in russo Кожевниково?) è un villaggio della Russia asiatica nell'oblast' di Tomsk; è il centro amministrativo del rajon Koževnikovskij.
Si trova sulla riva sinistra del fiume Ob', 109 km a sud-ovest di Tomsk.